# 金拿破仑
金拿破仑、拿破仑金币、或拿破仑是对一种前法国金币的通俗称呼。硬币面额有： 5、 10、 20、 40、 50、或100 法郎。本文重点介绍拿破仑·波拿巴在位期间发行的20法郎金币，其直径 21 毫米，重量为 6.45 克（毛重），纯度为 90% 时，含有0.1867金衡制盎司（5.807克）纯金。这种金币是在拿破仑一世统治时期发行的，正面印有他的肖像。这种面额（法国法郎）一直沿用到 19 世纪，后来相同面额的法国金币通常也被称为“拿破仑”。早期的法国金币被称为金路易 （法国国王的名字）或金埃居（古法语中盾牌之意）。历史上，拿破仑金币比其他金币更能抵抗经济变化，例如在苏伊士危机之后，与其他金币不同，拿破仑金币并没有被削弱。 

## 概述
最初，金拿破仑硬币有两种面额，分别为20法郎和40法郎。但是40法郎的金币并没有流行起来。  20法郎金币直径 21 毫米，重量为 6.45 克（毛重）； 90% 纯度时，含有0.1867金衡制盎司（5.807克）纯金。 40 法郎硬币直径 26 毫米，重量 12.90 克（毛重）。
金拿破仑在拿破仑一世统治期间发行的，上面印有他的肖像，有时戴着月桂花环（古罗马帝国或军事荣耀的象征）。根据法国的政治局势，正面的文字是 Bonaparte – Premier Consul （波拿巴第一执政）或 Napoléon Empereur （拿破仑皇帝）。背面文字为“RÉPUBLIQUE FRANÇAISE”（法兰西共和国）或 1809 年后为“EMPIRE FRANÇAIS”（法兰西帝国）。在附庸国意大利王国治下，甚至还铸造了 20 和 40 里拉的金拿破仑。

## 金拿破仑的沿用时间
该硬币一直沿用到 19 世纪，后来同面额的法国金币通常被称为“拿破仑”。特别是拿破仑一世的硬币不仅在几个法国铸币厂铸造，而且在意大利领土的铸币厂铸造：热那亚、都灵（1803 年至 1813 年）、罗马（1812 年至 1813 年），以及荷兰的乌得勒支（1812 年至 1813 年）和瑞士的日内瓦。
| 代码 | 城市       | 代码    | 城市     | 代码 | 城市     |
| ---- | ---------- | ------- | -------- | ---- | -------- |
| A    | 巴黎       | AA      | 梅茨     | B    | 鲁昂     |
| BB   | 斯特拉斯堡 | CL      | 热那亚   | D    | 里昂     |
| G    | 日内瓦     | H       | 拉罗谢尔 | I    | 利摩日   |
| K    | 波尔多     | L       | 巴约讷   | M    | 图卢兹   |
| M/A  | 马赛       | Q       | 佩皮尼昂 | R    | 奥尔良   |
| T    | 南特       | W       | 里尔     | flag | 乌得勒支 |
| U    | 都灵       | Crown/R | 罗马     | R    | 伦敦     |

## 欧元之前的欧元
拿破仑统一欧洲的尝试几乎成功，在铸币方面更是如此。 他于1803年授权发行的20法郎金币成为在欧洲流通的拉丁货币联盟硬币的典范。
虽然肖像和文字随着法国的政治变化而改变，但这种面额一直沿用到第一次世界大战期间，在拉丁货币同盟中可以说是“欧元之前的欧元”：瑞士有20瑞士法郎硬币，西班牙有20比塞塔硬币，意大利有20里拉硬币，比利时有20比利时法郎硬币，希腊有20德拉克马硬币，都在欧洲接受并流通。虽然英国和德意志帝国出于政治考虑没有加入。

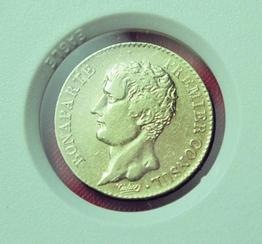
1803 年，巴黎，首发年份，波拿巴第一执政，正面。注意拿破仑的年轻肖像，与后期不同。雕刻师：Jean-Pierre Droz (1746–1823) & Pierre-Joseph Tiolier (1763–1819)

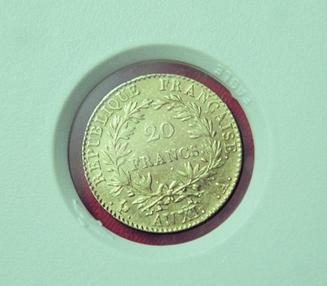
同一枚钱币背面，1803年，巴黎（AN XI表示法国大革命后第11年，即1803年下半年）。一种不常见的硬币（铸造了 58262 枚）。 “A”代表巴黎造币厂，公鸡代表造币厂大师 Charles-Pierre de l'Espine (1797–1821)。拿破仑下令在 11 年铸造的硬币用罗马数字标注年份，因为担心阿拉伯数字 11 在罗马数字中看起来像 2 ，使公众回想起大革命第 2 年的恐怖统治。

## 鉴别
经雕刻大师精心雕刻的硬币上带有他们的签名，后来，雕刻师开始使用符号作为他们的标识。此外这些硬币还带有符号、字母或字母组合的标记，用于表示特定的法国（或法国控制的）铸币厂。这些铸币厂的标记通常反映了所发行硬币的稀有性。例如，1809年在巴黎铸造的拿破仑20法郎金币上带有字母“A”的标记，共发行了687,508枚；而同年波尔多铸币厂仅铸造了2,534枚带有字母“K”的硬币；里尔铸币厂则铸造了带有标记“W”的硬币共计16,911枚。

## 雕刻师
让·皮埃尔·德罗兹 (Jean Pierre Droz)（1746-1823 年）也许是他那个时代最娴熟、当然也是最著名的雕刻师和奖章设计师。德罗兹于 1799 年被任命为巴黎造币厂的硬币和奖章主管，并在整个拿破仑时代担任该职位。与此同时，他为西班牙、美国和他的家乡瑞士纳沙泰尔等地设计了图案。 1815年，德罗兹还负责设计“百日”5 法郎的图案。在他的勋章作品中，最著名的是1804年拿破仑的加冕勋章（“教皇庇护七世在巴黎圣母院庆祝拿破仑一世加冕的勋章”）。
皮埃尔·约瑟夫·蒂奥里尔 (Pierre-Joseph Tiolier)（1763–1819)）出生于伦敦，1803 年至 1816 年被任命为巴黎造币厂的雕刻师。 蒂奥里尔雕刻了波拿巴第一执政硬币的图案。 在蒂奥里尔任职造币厂期间，他对铸币机进行了许多改进。他的许多奖章和硬币证明了他的高超技能。 

## 复辟后
1814年，路易十八恢复法国王位（复辟），法国更换了国旗。然而路易十八并没有撤销大革命的货币改革，回到旧制度的十二进制和里弗尔系统，新硬币的重量和纯度与拿破仑时代的完全相同，仅仅只是路易十八的肖像取代了原本的拿破仑一世。